# Konrad Bukowiecki
Konrad Bukowiecki (Szczytno, 17 marzo 1997) è un pesista polacco, campione europeo indoor a Belgrado 2017.
Ha un personale di 22,25 m con l'attrezzo da 7,260 kg, ottenuto all'aperto, mentre al coperto ha un personale di 22,00 m.

## Biografia
Konrad Bukowiecki è nato nella città di Szczytno, figlio del decatleta Ireneusz Bukowiecki.
Nel settembre 2016 viene data notizia della sua positività alla higenamina ad un test antidoping effettuato ai Campionati del mondo under 20 di atletica leggera 2016 che lo avevano visto trionfare con il record del mondo del getto del peso da 6 kg a 23,34 metri.
L'atleta polacco riuscirà comunque a provare l'involontarietà dell'assunzione della sostanza attraverso un integratore, ottenendo solo un'ammonizione da parte della WADA e perdendo l'oro mondiale under 20.

## Progressione

### Getto del peso

#### Seniores
| Stagione | Misura  | Luogo     | Data      | Rank. Mond. |
| -------- | ------- | --------- | --------- | ----------- |
| 2019     | 21,97 m | Roma      | 6-6-2019  | 5º          |
| 2018     | 21,66 m | Berlino   | 7-8-2018  | 7º          |
| 2017     | 21,59 m | Bydgoszcz | 14-7-2017 | 11º         |
| 2016     | 21,14 m | Oslo      | 9-6-2016  | 12º         |
| 2015     | 20,78 m | Zagabria  | 7-9-2015  | 18º         |

#### Under 20 (peso da 6 kg)
| Stagione | Misura  | Luogo      | Data      | Rank. Mond. |
| -------- | ------- | ---------- | --------- | ----------- |
| 2016     | 22,94 m | Bojanowo   | 1-5-2016  |             |
| 2015     | 22,62 m | Eskilstuna | 16-7-2015 |             |
| 2014     | 22,06 m | Eugene     | 24-7-2014 |             |
| 2013     | 19,39 m | Danzica    | 21-9-2013 |             |

#### Under 18 (peso da 5 kg)
| Stagione | Misura  | Luogo    | Data      | Rank. Mond. |
| -------- | ------- | -------- | --------- | ----------- |
| 2014     | 23,17 m | Nanchino | 24-8-2014 |             |
| 2013     | 22,33 m | Varsavia | 28-5-2013 |             |
| 2012     | 19,24 m | Słubice  | 29-9-2012 |             |

## Palmarès
| Anno | Manifestazione               | Sede           | Evento           | Risultato | Prestazione | Note                                                                           |
| ---- | ---------------------------- | -------------- | ---------------- | --------- | ----------- | ------------------------------------------------------------------------------ |
| 2013 | Mondiali allievi             | Donec'k        | Getto del peso   | 5º        | 20,10 m     |                                                                                |
| 2014 | Mondiali juniores            | Eugene         | Getto del peso   | Oro       | 22,06 m     |                                                                                |
| 2014 | Mondiali juniores            | Eugene         | Lancio del disco | 25º (q)   | 52,92 m     |                                                                                |
| 2014 | Olimpiadi giovanili          | Nanchino       | Getto del peso   | Oro       | 23,17 m     | Miglior prestazione personale                                                  |
| 2015 | Europei indoor               | Praga          | Getto del peso   | 6º        | 20,46 m     | =                                                                              |
| 2015 | Europei juniores             | Eskilstuna     | Getto del peso   | Oro       | 22,62 m     | Record dei campionati                                                          |
| 2015 | Mondiali                     | Pechino        | Getto del peso   | nm (q)    | nm (q)      |                                                                                |
| 2016 | Mondiali indoor              | Portland       | Getto del peso   | 4º        | 20,53 m     |                                                                                |
| 2016 | Europei                      | Amsterdam      | Getto del peso   | 4º        | 20,58 m     |                                                                                |
| 2016 | Mondiali juniores            | Bydgoszcz      | Getto del peso   | dq        | dq          | [ 2 ]                                                                          |
| 2016 | Mondiali juniores            | Bydgoszcz      | Lancio del disco | dq        | dq          | [ 3 ]                                                                          |
| 2016 | Giochi olimpici              | Rio de Janeiro | Getto del peso   | Finale    | nm          |                                                                                |
| 2017 | Europei indoor               | Belgrado       | Getto del peso   | Oro       | 21,97 m     | Miglior prestazione mondiale stagionale · Miglior prestazione europea under 23 |
| 2017 | Europei under 23             | Bydgoszcz      | Getto del peso   | Oro       | 21,59 m     |                                                                                |
| 2017 | Mondiali                     | Londra         | Getto del peso   | 8º        | 20,89 m     |                                                                                |
| 2017 | Universiadi                  | Taipei         | Getto del peso   | Argento   | 20,16 m     |                                                                                |
| 2018 | Mondiali indoor              | Birmingham     | Getto del peso   | 8º        | 20,99 m     |                                                                                |
| 2018 | Europei                      | Berlino        | Getto del peso   | Argento   | 21,66 m     | Miglior prestazione nazionale under 23                                         |
| 2019 | Europei indoor               | Glasgow        | Getto del peso   | 11º (q)   | 20,18 m     |                                                                                |
| 2019 | Universiadi                  | Napoli         | Getto del peso   | Oro       | 21,54 m     | Record delle Universiadi                                                       |
| 2019 | Europei under 23             | Gävle          | Getto del peso   | Oro       | 21,51 m     |                                                                                |
| 2019 | Mondiali                     | Doha           | Getto del peso   | 6º        | 21,46 m     |                                                                                |
| 2019 | Giochi mondiali militari     | Wuhan          | Getto del peso   | Argento   | 21,84 m     |                                                                                |
| 2021 | Giochi olimpici              | Tokyo          | Getto del peso   | 23º (q)   | 20,01 m     |                                                                                |
| 2022 | Mondiali indoor              | Belgrado       | Getto del peso   | 10º       | 20,79 m     |                                                                                |
| 2022 | Mondiali                     | Eugene         | Getto del peso   | 13º (q)   | 20,24 m     |                                                                                |
| 2022 | Europei                      | Monaco         | Getto del peso   | 6º        | 20,74 m     |                                                                                |
| 2023 | Giochi mondiali universitari | Chengdu        | Getto del peso   | Oro       | 20,23 m     | Miglior prestazione personale stagionale                                       |
| 2023 | Mondiali                     | Budapest       | Getto del peso   | 28º (q)   | 19,21 m     |                                                                                |
| 2024 | Europei                      | Roma           | Getto del peso   | 17º (q)   | 19,20 m     |                                                                                |
| 2024 | Giochi olimpici              | Parigi         | Getto del peso   | 28º (q)   | 18,83 m     |                                                                                |
| 2025 | Europei indoor               | Apeldoorn      | Getto del peso   | 10º (q)   | 19,78 m     |                                                                                |
| 2025 | Mondiali indoor              | Nanchino       | Getto del peso   | nm        | nm          |                                                                                |

## Riconoscimenti
- Atleta europeo emergente dell'anno (2015)